# Thierry Mugler
Manfred Thierry Mugler (Estrasburg, 21 de desembre de 1948 - 23 de gener de 2022) va ser un dissenyador francès fundador de la marca que porta el seu nom. Va ser reconegut per ser l'estilista i dissenyador de grans estrelles de la música i moda, entre elles Beyonce i Lady Gaga, i per la seva col·laboració amb el Cirque du Soleil i amb altres figures com George Michael i els directors de cinema Adrian Lyne i Robert Altman. La seva firma de perfumeria és al lloc número tres de les més recaptadores de la història, per la seva fragància Ángel. El 2002 es va retirar de la marca, encara que va tornar el 2013 com a director creatiu.

## Carrera

### Inicis
En 1969, a l'edat dels 21 anys, es va mudar a París i començar com a fotògraf i dissenyant peces per a diversos tallers del districte de Sentier. Ja el 1970 exhibeix algunes peces de roba en una boutique de la ciutat anomenada Gudule.
Dos anys després participa com a dissenyador freelance a les grans indústries del tall a Milà, Londres i Barcelona, però en ser treballs de col·laboració no els signa amb el seu nom. El 1973 crea la seva primera marca pròpia, "Cafè de París", amb una primera col·lecció; combina allò urbà i allò sofisticat, a contracorrent de les tendències del moment.

### Èxits
En aquests anys es fa popular a París pel seu aspecte físic, jove i ben plantat, que realça amb un vestuari sorprenent dissenyat per ell mateix. Li recolza la poderosa editora de moda Melka Tréanton, que impulsa la seva carrera, i el 1976 exhibeix la seva creativitat a Tòquio, en un esdeveniment organitzat per la signatura de cosmètics Shiseido.
El 1978 obre la seva primera boutique a París i presenta la seva primera col·lecció de moda masculina, caracteritzada per formes estilitzades amb espatlles prominents. Tot i això, en el futur se centrarà en la moda femenina. També en aquesta època dissenya els uniformes dels cambrers del local nocturn Le Palace.

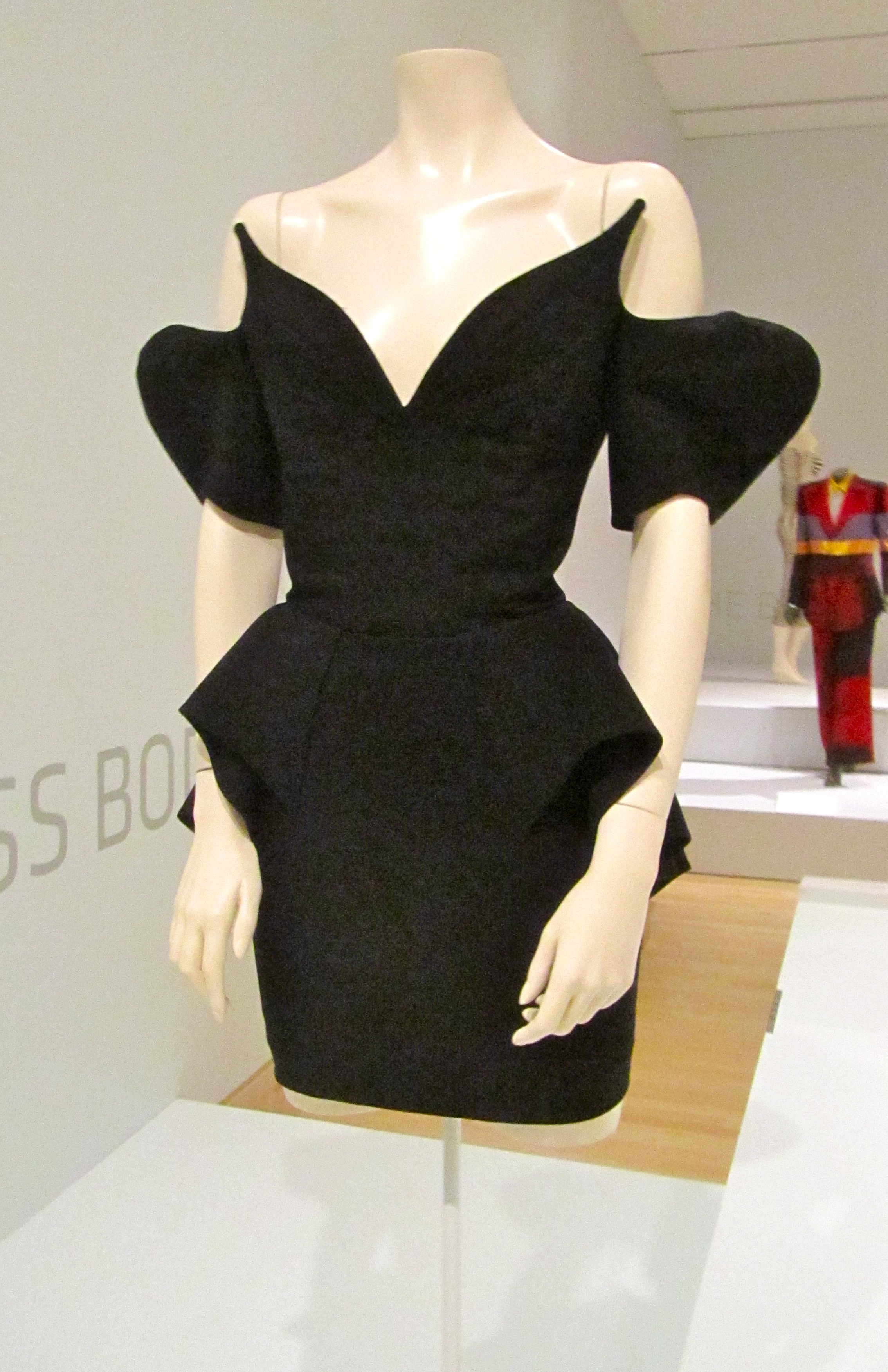
Vestit dissenyat per Thierry Mugler.

En la dècada de 1980 els seus dissenys van aconseguir l'èxit comercial, de manera que la Fédération française de la couture (Càmera Sindical) el convida a dissenyar la seva primera col·lecció d'alta costura, que presenta el 1992 com a «membre convidat». L'any següent, un vestit negre dissenyat per ell aconsegueix notorietat internacional en ser lluït per Demi Moore al controvertit film Una proposició indecent d'Adrian Lyne.
El 1989 va dissenyar peces per a un muntatge de Macbeth de la Comédie-Française.

### Classicisme i fantasia
La seva roba de dona és atrevida dins una cuidada factura. Es defineix generalment per una marcada geometria que recorda els vestits molt estructurats de mitjan XX, que estilitzaven la figura cenyint-se a la cintura i realçant les formes femenines. Mugler s'inspira en els insectes, els robots i la ciència-ficció, el sadomasoquisme i la iconografia de la dona fatal del cinema clàssic. Complementa els vestits amb talons d'agulla, fantasiosos tocats i barrets, i pentinats propis de les dives de Hollywood. El tipus de dona que proposa Mugler és poderós, inquietant, i a estones oscil·la entre allò jocós i allò malaltís; recorda les heroïnes i dominatrix del còmic i el cinema negre. La seva barreja d'elegància irreal i tocs de bestiar ha anticipat tendències.

### Grans desfilades
Les seves desfilades de moda van ser icòniques, mostrant la seva àmplia creativitat. També algunes han estat les de més durada (gairebé una hora, quan normalment és la meitat), tot un espectacle per gaudir. Hi van participar moltes de les principals supermodels de l'època; no s'escatimava en mitjans per reunir les millors. N'hi ha prou a dir que la desfilada de la col·lecció tardor-hivern de 1995  va reunir Claudia Schiffer, Naomi Campbell, Linda Evangelista, Eva Herzigova, Kate Moss, Helena Barquilla, models més madures com Jerry Hall i fins i tot a dives veteranes del cinema com Tippi Hedren i Julie Newmar, i a altres personalitats tan atípiques com Rossy de Palma i Patty Hearst. Va culminar amb l'aparició sorpresa de James Brown cantant el seu clàssic "Sex machine".

### Col·laboracions
Va adquirir reputació internacional i va dissenyar vestuari per a estrelles del pop, si bé ha rebutjat diverses ofertes temptadores, com dissenyar per a la gira Dangerous de Michael Jackson i per a Madonna. També va declinar l'oferta del magnat Bernard Arnault perquè prengués les regnes de la firma Dior. Ja als anys 70 va rebutjar dissenyar vestuari per al film Cotton Club de Francis Ford Coppola.
El 1992 va dirigir el vídeo musical de George Michael "Too Funky", protagonitzat per supermodels que desfilaven amb els seus dissenys. Curiosament, en els rètols del vídeo el nom del director no era revelat i només figurava el signe «?».
Les seves peces es van veure en gires de Beyonce i el 2011 va dirigir el debut com a model de Lady Gaga, qui li va fer un homenatge en un tema.

### Últims anys
Després de diverses peripècies empresarials, l'empresa Thierry Mugler de moda va ser adquirida per Clarins i va acabar cessant la seva activitat el 2003. El dissenyador s'havia allunyat del món de la moda comercial anys abans, centrant el seu interès en la gamma de perfumeria, en el disseny de roba per a espectacles (com Zumanity del Cirque du Soleil) i en idear escenografies i altres actes, com a funcions de cabaret als mítics locals parisencs Moulin Rouge i Crazy Horse.

## Lady Gaga
Va col·laborar amb la cantant i compositora Lady Gaga, per a una passarel·la en 2011, anomenada Government Hooker, nom inspirat en una de les cançons que van sonar de fons durant la desfilada, pertanyent al tercer àlbum d'estudi de la cantant, Born This Way.

## Imatge pública
Mai va ocultar la seva homosexualitat i, igual que altres dissenyadors de la seva època com Jean Paul Gaultier i Claude Montana, a la dècada de 1980 era un personatge recurrent en el món de les celebritats, envoltat de supermodels. En la seva última dècada de vida el seu aspecte físic va generar comentaris a les xarxes socials, per la seva afició al culturisme i per (presumibles) retocs estètics que van modificar el seu rostre.